# Autoportret (album)
Autoportret – szósty album studyjny polskiej piosenkarki Natalii Kukulskiej wydany 1 marca 1999 roku.
Można na nim znaleźć m.in. połączenie głosu Natalii Kukulskiej i jej mamy, Anny Jantar, w wielkim przeboju lat 70. „Tyle słońca w całym mieście” oraz cover Dionne Warwick „Heartbreaker”.
Album uzyskał certyfikat złotej płyty za sprzedaż ponad 50 000 egzemplarzy.
W ramach promocji wydawnictwa ukazały się single: „Tyle słońca w całym mieście”, „Przychodzimy tylko raz”, „Zanim wszystko się odwróci” i „Skończyło się”. Gościnnie w utworach „Tyle słońca w całym mieście” i „Tajemnice nas chronią” wystąpił raper Funky Filon. 

## Lista utworów
Opracowano na podstawie materiału źródłowego.
| #  | Tytuł                         | Muzyka                               | Słowa                                | Produkcja       | Czas |
| -- | ----------------------------- | ------------------------------------ | ------------------------------------ | --------------- | ---- |
| 1  | „Co się nie stało”            | Michał Dąbrówka                      | Ryszard Kunce                        | Wojciech Olszak | 3:46 |
| 2  | „Przychodzimy tylko raz”      | Wojciech Olszak                      | Ryszard Kunce                        | Wojciech Olszak | 4:18 |
| 3  | „Wszystko co było”            | Wojciech Olszak, Natalia Kukulska    | Ryszard Kunce                        | Wojciech Olszak | 3:05 |
| 4  | „Ooo! Zapamiętaj”             | Wojciech Olszak                      | Bogdan Olewicz                       | Wojciech Olszak | 4:12 |
| 5  | „O czym tylko pomyślisz”      | Paul Rozmus                          | Ryszard Kunce                        | Wojciech Olszak | 4:45 |
| 6  | „Tyle słońca w całym mieście” | Jarosław Kukulski                    | Janusz Kondratowicz                  | Wojciech Olszak | 4:30 |
| 7  | „I dziękuję”                  | Mirosław Hoduń                       | Bogdan Olewicz                       | Wojciech Olszak | 3:49 |
| 8  | „Heartbreaker”                | Barry Gibb, Robin Gibb, Maurice Gibb | Barry Gibb, Robin Gibb, Maurice Gibb | Wojciech Olszak | 4:28 |
| 9  | „Zanim wszystko się odwróci”  | Robert Kirlej                        | Ryszard Kunce                        | Wojciech Olszak | 4:14 |
| 10 | „Tajemnice nas chronią”       | Mirosław Stępień                     | Ryszard Kunce                        | Wojciech Olszak | 3:43 |
| 11 | „Nie jeden dzień”             | Jarosław Kukulski                    | Bogdan Olewicz                       | Wojciech Olszak | 4:46 |
| 12 | „Skończyło się”               | Wojciech Olszak                      | Ryszard Kunce                        | Wojciech Olszak | 4:21 |
| 13 | „How the Story Goes”          | Mirosław Hoduń, Natalia Kukulska     | Anita Lipnicka                       | Wojciech Olszak | 4:59 |
| 14 | „Wchodzę do jeziora”          | Marcin Trojanowicz                   | Ryszard Kunce                        | Wojciech Olszak | 3:29 |

## Twórcy
Opracowano na podstawie materiału źródłowego.

- Natalia Kukulska – wokal prowadzący, wokal wspierający
- Wojciech Olszak – instrumenty klawiszowe, programowanie, fortepian
- Mieczysław Szcześniak – wokal wspierający
- Andrzej Karp – realizacja dźwięku
- Winicjusz Chróst – realizacja dźwięku
- Michał Przytuła – miksowanie
- Michał Grymuza – gitara elektryczna, gitara akustyczna
- Wojciech Pilichowski – gitara basowa
- Michał Dąbrówka – perkusja
- Marcin Nowakowski – saksofon altowy, EWI
- Malwina Ciechan – skrzypce
- Adam Swędera – kaczka
- Funky Filon – rap